# Elizabeth Hurley
Elizabeth Jane "Liz" Hurley (n. 10 iunie 1965) este o actriță și fotomodel englez.

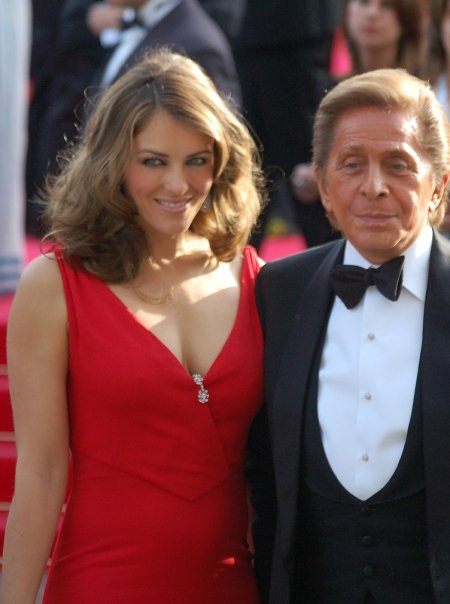
Liz Hurley și Valentino Garavani la Festivalul de Film de la Cannes în 2007

## Filmografie
| An   | Titlu                                       | Rol                | Note                            |
| ---- | ------------------------------------------- | ------------------ | ------------------------------- |
| 1987 | Aria                                        | Marietta           | Segmentul "Die tote Stadt"      |
| 1988 | Rowing with the Wind                        | Claire Clairmont   |                                 |
| 1990 | Kill Cruise                                 | Lou                |                                 |
| 1992 | The Long Winter                             | Emma Stapleton     |                                 |
| 1992 | Passenger 57                                | Sabrina Ritchie    |                                 |
| 1994 | Beyond Bedlam                               | Stephanie Lyell    |                                 |
| 1995 | The Shamrock Conspiracy                     | Cecilia Harrison   | Film de televiziune             |
| 1995 | Mad Dogs and Englishmen                     | Antonia Dyer       |                                 |
| 1996 | Harrison: Cry of the City                   | Cecilia Harrison   | Film de televiziune             |
| 1996 | Samson and Delilah                          | Delilah            | Film de televiziune             |
| 1997 | Dangerous Ground                            | Karen              |                                 |
| 1997 | Austin Powers: International Man of Mystery | Vanessa Kensington |                                 |
| 1998 | Permanent Midnight                          | Sandra Stahl       |                                 |
| 1999 | My Favorite Martian                         | Brace Channing     |                                 |
| 1999 | EDtv                                        | Jill               |                                 |
| 1999 | Austin Powers: The Spy Who Shagged Me       | Vanessa Kensington |                                 |
| 2000 | The Weight of Water                         | Adaline Gunn       |                                 |
| 2000 | Bedazzled                                   | The Devil          |                                 |
| 2001 | Double Whammy                               | Dr. Ann Beamer     |                                 |
| 2002 | Dawg                                        | Anna Lockheart     |                                 |
| 2002 | Serving Sara                                | Sara Moore         |                                 |
| 2004 | Method                                      | Rebecca            | De asemenea producător executiv |
| 2008 | Valentino: The Last Emperor                 | Ea însăși          | Documentar                      |

| An        | Titlu                              | Rol                   | Note                                             |
| --------- | ---------------------------------- | --------------------- | ------------------------------------------------ |
| 1988      | Inspector Morse                    | Julia                 | Episodul: "Last Seen Wearing"                    |
| 1988      | Christabel                         | Christabel Bielenberg | Miniserial; 5 episoade                           |
| 1988      | Rumpole of the Bailey              | Rosie Japhet          | Episodul: "Rumpole and the Barrow Boy"           |
| 1989      | Act of Will                        | Christina             | Miniserial                                       |
| 1990      | Frederick Forsyth Presents         | Julia Latham          | Episodul: "Death Has a Bad Reputation"           |
| 1991      | The Orchid House                   | Natalie               | Miniserial; Episodul: "Natalie"                  |
| 1992      | The Good Guys                      | Candida Ashton        | Episodul: "Relative Values"                      |
| 1992      | The Young Indiana Jones Chronicles | Vicky Prentiss        | Episodul: "London, May 1916"                     |
| 1994      | Sharpe                             | Lady Farthingdale     | Episodul: "Sharpe's Enemy"                       |
| 2001      | The Human Face                     | Diverse               | Miniserial documentar; 3 episoade                |
| 2005      | Signé Chanel                       | Ea însăși             | Miniserial documentar; Episodul: "La collection" |
| 2006      | Project Catwalk                    | Ea însăși             | Gazdă, jurat și producător executiv (sezonul 1)  |
| 2011–2012 | Gossip Girl                        | Diana Payne           | 14 episoade                                      |
| 2011      | Wonder Woman                       | Veronica Cale         | Television pilot                                 |
| 2014      | The Tomorrow People                | Alice                 | Voce; 2 episoade                                 |
| 2015      | The Royals                         | Queen Helena          |                                                  |

Teatru
- The Cherry Orchard – A Jubilee (Russian & Soviet Arts Festival)
- The Man Most Likely To (Middle East tour)

## Legături externe
- Site web oficial
- Elizabeth Hurley la Internet Movie Database
- Elizabeth Hurley la Fashion Model Directory

1. ↑  IdRef, accesat în 11 mai 2020